# Кубок Первого канала 2019
Кубок Первого канала 2019 — хоккейное соревнование в рамках хоккейного Евротура сезона 2019/2020 проходило в период с 12 по 15 декабря 2019 года в России. Участники турнира: сборные России, Финляндии, Швеции и Чехии. 4 матча в рамках Кубка Первого канала 2019 прошли в Москве на ЦСКА Арене, матч Россия — Финляндия состоялся в Санкт-Петербурге на Газпром Арене, матч Чехия — Финляндия прошёл в чешском городе Пльзень.

## Турнирная таблица
| М | Сборная   | И | В | ВО | ВБ | П | ПО | ПБ | ШЗ | ШП | РШ | О |
| - | --------- | - | - | -- | -- | - | -- | -- | -- | -- | -- | - |
| 1 | Швеция    | 3 | 2 | 0  | 0  | 1 | 0  | 0  | 8  | 9  | -1 | 6 |
| 2 | Россия    | 3 | 1 | 0  | 1  | 1 | 0  | 0  | 9  | 7  | +2 | 5 |
| 3 | Финляндия | 3 | 1 | 0  | 0  | 1 | 1  | 0  | 8  | 7  | +1 | 4 |
| 4 | Чехия     | 3 | 0 | 1  | 0  | 1 | 0  | 1  | 8  | 10 | -2 | 3 |

Пояснение: М — место, И — игры, В — выиграно, ВО — выиграно в овертайме, ВБ — выиграно по буллитам, П — проиграно, ПО — проиграно в овертайме, ПБ — проиграно по буллитам, ШЗ — шайб забито, ШП — шайб пропущено, РШ — разница шайб, О — очки.

### Матчи
Начало матчей указано по московскому времени (UTC+3:00).
| 12 декабря 2019 20:00 | Швеция | 4 : 3 (2:0, 1:1, 2:1) | Россия | «ЦСКА Арена», Москва Зрителей: 11 719 |

| Отчёт | Отчёт                       | Отчёт | Отчёт                                                      | Отчёт                                                          |
| --- | --------------------------- | --- | ---------------------------------------------------------- | -------------------------------------------------------------- |
| |                             | |                                                            |                                                                |
| | Ларс Юханссон - 00:00-60:00 | Вратари | 00:00-21:48 - Александр Самонов 21:48-60:00 - Илья Сорокин | Судьи: Ласси Хейккинен (Финляндия) Кристиан Викман (Финляндия) |
| | Голы:                       | |                                                            | Судьи: Ласси Хейккинен (Финляндия) Кристиан Викман (Финляндия) |
| <Андре Петерссон (Магнус Пяаярви, Линус Юханссон) - 03:56 (бол.) Даниэль Бродин (Фредрик Хендемарк) - 11:43 Мальте Стрёмвалль - 21:48 Даниэль Заар - 52:19 | 1:0 2:0 3:0 3:1 3:2 4:2 4:3 | Вадим Шипачёв (Андрей Кузьменко, Андрей Миронов) - 36:24 Кирилл Капризов (Рушан Рафиков, Михаил Григоренко) - 51:40 Кирилл Капризов (Вадим Шипачёв, Антон Слепышев) - 53:57 (мен.) |                                                            | Судьи: Ласси Хейккинен (Финляндия) Кристиан Викман (Финляндия) |
| |                             | |                                                            | Судьи: Ласси Хейккинен (Финляндия) Кристиан Викман (Финляндия) |
| |                             | |                                                            | Судьи: Ласси Хейккинен (Финляндия) Кристиан Викман (Финляндия) |
| |                             | |                                                            | Судьи: Ласси Хейккинен (Финляндия) Кристиан Викман (Финляндия) |
| 14 мин | Штраф                       | 6 мин |                                                            | Судьи: Ласси Хейккинен (Финляндия) Кристиан Викман (Финляндия) |
| |                             | |                                                            |                                                                |
| | 16                          | Броски | 42                                                         |                                                                |

| 12 декабря 2019 20:30 | Чехия | 4 : 3 (ОТ) (3:1, 0:0, 0:2, 0:0, 1:0) | Финляндия | «Логспид-Арена», Пльзень Зрителей: 6988 |

| Отчёт | Отчёт                       | Отчёт | Отчёт                          | Отчёт                                                |
| --- | --------------------------- | --- | ------------------------------ | ---------------------------------------------------- |
| |                             | |                                |                                                      |
| | Роман Вилл - 00:00-60:23    | Вратари | 00:00-60:23 - Ээту Лаурикайнен | Судьи: Микаэль Шёквист (Швеция) Линус Элунд (Швеция) |
| | Голы:                       | |                                | Судьи: Микаэль Шёквист (Швеция) Линус Элунд (Швеция) |
| Мартин Затёвич (Милан Гулаш) - 05:54 (бол.) Иржи Секач (Давид Томашек) - 09:44 Лукаш Седлак (Михал Моравчик, Андрей Нестрашил) - 17:10 Лукаш Седлак (Якуб Ержабек) - 60:23 (3х3) | 1:0 2:0 2:1 3:1 3:2 3:3 4:3 | Ханнес Бьёрнинен (Валттери Кемиляйнен) - 12:02 Юхо Ламмикко - 51:30 Вели-Матти Савинайнен (Валттери Кемиляйнен) - 59:12 |                                | Судьи: Микаэль Шёквист (Швеция) Линус Элунд (Швеция) |
| |                             | |                                | Судьи: Микаэль Шёквист (Швеция) Линус Элунд (Швеция) |
| |                             | |                                | Судьи: Микаэль Шёквист (Швеция) Линус Элунд (Швеция) |
| |                             | |                                | Судьи: Микаэль Шёквист (Швеция) Линус Элунд (Швеция) |
| 4 мин | Штраф                       | 2 мин |                                | Судьи: Микаэль Шёквист (Швеция) Линус Элунд (Швеция) |
| |                             | |                                |                                                      |
| | 27                          | Броски | 26                             |                                                      |

| 14 декабря 2019 11:00 | Финляндия | 5 : 1 (0:0, 2:1, 3:0) | Швеция | «ЦСКА Арена», Москва Зрителей: 4718 |

| Отчёт | Отчёт                        | Отчёт                                     | Отчёт                       | Отчёт                                               |
| --- | ---------------------------- | ----------------------------------------- | --------------------------- | --------------------------------------------------- |
| |                              |                                           |                             |                                                     |
| | Франс Туохимаа - 00:00-60:00 | Вратари                                   | 00:00-57:26 - Ларс Юханссон | Судьи: Иван Фатеев (Россия) Сергей Морозов (Россия) |
| | Голы:                        |                                           |                             | Судьи: Иван Фатеев (Россия) Сергей Морозов (Россия) |
| Ессе Пульюярви - 29:28 (бол.) Ере Карьялайнен (Валттери Кемиляйнен, Миро Аалтонен) - 37:15 Миро Аалтонен (Юлиус Няттинен, Ессе Пульюярви) - 43:52 Валттери Пуустинен - 57:26 (en) Франс Туохимаа - 58:42 (en) | 0:1 :1 2:1 3:1 4:1 5:1       | Даниэль Бродин (Эмиль Сюльвегорд) - 23:37 |                             | Судьи: Иван Фатеев (Россия) Сергей Морозов (Россия) |
| |                              |                                           |                             | Судьи: Иван Фатеев (Россия) Сергей Морозов (Россия) |
| |                              |                                           |                             | Судьи: Иван Фатеев (Россия) Сергей Морозов (Россия) |
| |                              |                                           |                             | Судьи: Иван Фатеев (Россия) Сергей Морозов (Россия) |
| 6 мин | Штраф                        | 10 мин                                    |                             | Судьи: Иван Фатеев (Россия) Сергей Морозов (Россия) |
| |                              |                                           |                             |                                                     |
| |                              |                                           |                             |                                                     |

| 14 декабря 2019 15:00 | Россия | 4 : 3 (Б) (2:0, 0:2, 1:1, 0:0, 1:0) | Чехия | «ЦСКА Арена», Москва Зрителей: 11 699 |

| Отчёт | Отчёт                      | Отчёт | Отчёт                      | Отчёт                                                          |
| --- | -------------------------- | --- | -------------------------- | -------------------------------------------------------------- |
| |                            | |                            |                                                                |
| | Илья Сорокин - 00:00-65:00 | Вратари | 00:00-65:00 - Шимон Грубец | Судьи: Ласси Хейккинен (Финляндия) Кристиан Викман (Финляндия) |
| | Голы:                      | |                            | Судьи: Ласси Хейккинен (Финляндия) Кристиан Викман (Финляндия) |
| Андрей Кузьменко (Никита Лямкин) - 02:09 Михаил Григоренко (Вячеслав Войнов, Вадим Шипачёв) - 17:44 (бол.) Игорь Ожиганов (Владимир Ткачёв) - 48:48 Владимир Ткачёв - 65:00 (Б) | 1:0 2:0 2:1 2:2 2:3 :3 4:3 | Лукаш Седлак (Дмитрий Яшкин, Якуб Крейчик) - 21:43 Томаш Филиппи (Мартин Затёвич, Иржи Секач) - 35:24 Гинек Зогорна (Радим Зогорна, Лукаш Клок) - 47:28 |                            | Судьи: Ласси Хейккинен (Финляндия) Кристиан Викман (Финляндия) |
| |                            | |                            | Судьи: Ласси Хейккинен (Финляндия) Кристиан Викман (Финляндия) |
| |                            | |                            | Судьи: Ласси Хейккинен (Финляндия) Кристиан Викман (Финляндия) |
| |                            | |                            | Судьи: Ласси Хейккинен (Финляндия) Кристиан Викман (Финляндия) |
| 6 мин | Штраф                      | 6 мин |                            | Судьи: Ласси Хейккинен (Финляндия) Кристиан Викман (Финляндия) |
| |                            | |                            |                                                                |
| |                            | |                            |                                                                |

| 15 декабря 2019 14:00 | Чехия | 1 : 3 (0:0, 0:2, 1:1) | Швеция | «ЦСКА Арена», Москва Зрителей: 9178 |

| Отчёт                                                      | Отчёт                         | Отчёт | Отчёт                       | Отчёт                                               |
| ---------------------------------------------------------- | ----------------------------- | --- | --------------------------- | --------------------------------------------------- |
|                                                            |                               | |                             |                                                     |
|                                                            | Марек Лангхамер - 00:00-60:00 | Вратари | 00:00-60:00 - Ларс Юханссон | Судьи: Иван Фатеев (Россия) Сергей Морозов (Россия) |
|                                                            | Голы:                         | |                             | Судьи: Иван Фатеев (Россия) Сергей Морозов (Россия) |
| Гинек Зогорна (Томаш Филиппи, Якуб Ержабек) - 48:41 (бол.) | 0:1 0:2 1:2 1:3               | Деннис Расмуссен (Виктор Лёв, Линус Юханссон) - 20:47 Мальте Стрёмвалль (Хенрик Тёммернес, Андре Петерссон) - 26:50 (мен.) Деннис Расмуссен - 59:34 |                             | Судьи: Иван Фатеев (Россия) Сергей Морозов (Россия) |
|                                                            |                               | |                             | Судьи: Иван Фатеев (Россия) Сергей Морозов (Россия) |
|                                                            |                               | |                             | Судьи: Иван Фатеев (Россия) Сергей Морозов (Россия) |
|                                                            |                               | |                             | Судьи: Иван Фатеев (Россия) Сергей Морозов (Россия) |
| 2 мин                                                      | Штраф                         | 8 мин |                             | Судьи: Иван Фатеев (Россия) Сергей Морозов (Россия) |
|                                                            |                               | |                             |                                                     |
|                                                            |                               | |                             |                                                     |

| 15 декабря 2019 16:00 | Россия | 2 : 0 (1:0,0:0,1:0) | Финляндия | «Газпром Арена», Санкт-Петербург Зрителей: 67 877 |

| Отчёт                                                                | Отчёт                      | Отчёт   | Отчёт                        | Отчёт                                           |
| -------------------------------------------------------------------- | -------------------------- | ------- | ---------------------------- | ----------------------------------------------- |
|                                                                      |                            |         |                              |                                                 |
|                                                                      | Илья Сорокин - 00:00-60:00 | Вратари | 00:00-60:00 - Франс Туохимаа | Судьи: Робин Шир (Чехия) Даниэль Пражак (Чехия) |
|                                                                      | Голы:                      |         |                              | Судьи: Робин Шир (Чехия) Даниэль Пражак (Чехия) |
| Антон Слепышев (Вадим Шипачёв) - 01:52 (бол.) Антон Слепышев - 57:59 | 1:0 2:0                    |         |                              | Судьи: Робин Шир (Чехия) Даниэль Пражак (Чехия) |
|                                                                      |                            |         |                              | Судьи: Робин Шир (Чехия) Даниэль Пражак (Чехия) |
|                                                                      |                            |         |                              | Судьи: Робин Шир (Чехия) Даниэль Пражак (Чехия) |
|                                                                      |                            |         |                              | Судьи: Робин Шир (Чехия) Даниэль Пражак (Чехия) |
| 2 мин                                                                | Штраф                      | 4 мин   |                              | Судьи: Робин Шир (Чехия) Даниэль Пражак (Чехия) |
|                                                                      |                            |         |                              |                                                 |
|                                                                      |                            |         |                              |                                                 |

## Победитель кубка Первого канала
| Победитель кубка Первого канала 2019 |
| Швеция пятый титул                   |

## Лучшие игроки
| Позиция    | Игрок                                    |
| ---------- | ---------------------------------------- |
| Вратарь    | Илья Сорокин                             |
| Защитник   | Игорь Ожиганов                           |
| Нападающий | Деннис Расмуссен                         |
| Бомбардир  | Вадим Шипачёв, Йессе Пульюярви — 4 (1+3) |
| MVP        | Кирилл Капризов                          |

## Посещаемость матчей
| М | Команда   | И | Суммарная посещаемость | Средняя посещаемость | Максимальная посещаемость |
| - | --------- | - | ---------------------- | -------------------- | ------------------------- |
| 1 | Россия    | 3 | 91295                  | 30431                | 67877 ( Финляндия)        |
| 2 | Финляндия | 3 | 79583                  | 26527                | 67877 ( Россия)           |
| 3 | Чехия     | 3 | 27865                  | 9288                 | 11699 ( Россия)           |
| 4 | Швеция    | 3 | 25615                  | 8538                 | 11719 ( Россия)           |